# 西湖时代广场
西湖时代广场位于杭州市西湖畔湖滨六公园，西边临湖，东面接连市中心。北沿庆春路，西临湖滨路，东临东坡路，南依长生路和华侨饭店，占地面积1.5公顷，总建筑面积65387平方米。

## 简介
西湖时代广场是西湖畔的精品商场，内部共设三层，分一楼（国际名品店）、二楼（绅士、淑女馆）、地下一楼（休闲生活馆）。商场四面临街，经营面积2万平方米，经营数万种中高档精品，由杭州大厦经营管理。